# شاپور (پسر بابک)
شاپور (پارسی میانه: 𐭱𐭧𐭯𐭥𐭧𐭥𐭩) پسر بزرگ بابک و برادر بزرگ بنیان‌گذار شاهنشاهی ساسانی، اردشیر بابکان بود.

## زندگی
شاپور بزرگ‌ترین پسر بابک و و برادر بزرگ اردشیر بابکان بود. او احتمالاً پدر نرسه است که نام او در سنگ‌نوشته شاپور یکم بر کعبه زرتشت آمده‌است.
بابک در زمان حکومت بلاش چهارم اشکانی از او خواست تا شاهی شاپور را بر استخر به رسمیت شناسد اما شاهنشاه این درخواست را رد کرد. بابک در نتیجه این کار دست به شورش زد. تاریخ این شورش نامشخص است، اما با قضاوت بر اساس اطلاعات به دست آمده از یکی از نقش‌برجسته‌های بیشاپور، می‌توان گفت آن در حدود ۲۰۵–۲۰۶ رخ داده‌است. این شورش موفقیت‌آمیز بود و شاپور در استخر به شاهی رسید، اما بعداً او و پدرش درگذشتند و اردشیر مقام برادرش را به دست گرفت.

## سکه‌ها

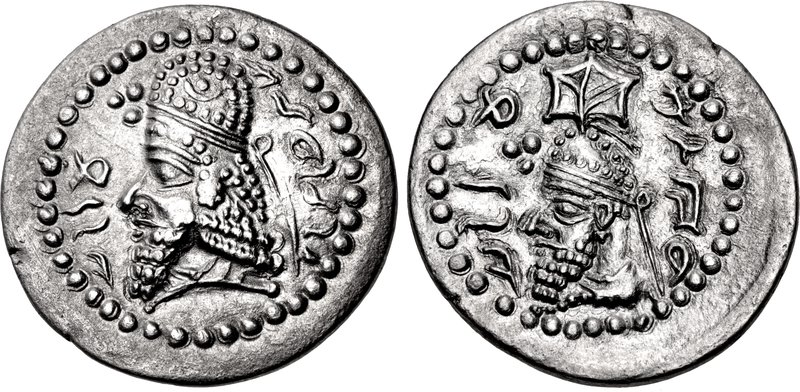
سکه شاپور

بابک پس از به چنگ آوردن حکومت پارس قاعدتاً می‌بایست سکه‌ای به نام خود و پدرش ساسان ضرب کرده باشد؛ اما تاکنون سکه‌ای از بابک پدر اردشیر بابکان بدین شکل به دست نیامده است و تنها پنج‌درهم نقره به نام شاپور یافت شده است. بر روی این سکه تصویر شاپور بر تخت شاهی پارس و بر پشت سکه تصویر بابک با کلاه مرواریددوزی شده که بر آن شکل ویژهٔ پنج گوشه‌ای درشت نصب گردیده، ضرب شده است. این سکه‌ها مطابق با نوع سکه‌های معمولی پارس است. تصویر شاپور و بابک در نگاره‌های تخت جمشید نیز دیده می‌شود.